# Pseudoligia similiaria
Pseudoligia similiaria là một loài bướm đêm trong họ Noctuidae.